# Berthold Geiger
Berthold August Michael Geiger (* 6. Januar 1847 in Breslau; † 25. Oktober 1919 in Frankfurt am Main) war ein deutscher Rechtsanwalt und Politiker.

## Leben
Geiger gehörte einer seit etwa 1600 in Frankfurt ansässigen jüdischen Familie an. Sein Vater war der Rabbiner Abraham Geiger (* 24. Mai 1810 in Frankfurt am Main; † 23. Oktober 1874 in Berlin), seine Mutter dessen Ehefrau Emilie, geborene Oppenheim (* 7. Dezember 1809 in wahrscheinlich in Bonn; † 6. Dezember 1860 in Breslau). Er heiratete am 20. September 1872 in Frankfurt am Main Pauline Auerbach (* 31. Juli 1850 (oder 1849?) in Frankfurt am Main; † 10. Mai 1919 ebenda), die Tochter des Lehrers, Predigers und Philosophen in Frankfurt am Main Jakob Auerbach (* 24. November 1810 in Emmendingen/Baden; † 31. Oktober 1887 in Frankfurt am Main) und dessen Ehefrau Sarah Katz.
Geiger studierte Rechtswissenschaften und wurde um 1871 Rechtsanwalt und später Notar in Frankfurt am Main. Er war ein bekannter Strafverteidiger und wurde 1. Vorsitzender der Rechtsanwaltskammer Frankfurt. Er wurde mit dem Titel eines Geheimen Justizrates geehrt. Dessen Sohn Rudolf Geiger (* 25. Juli 1873 in Frankfurt am Main; † 3. August 1956 in New York) wurde an seiner statt Teilhaber der Sozietät Fuld-Bearwald-Geiger.

## Politik
1874 war er Mitbegründer, später Schriftführer des Frankfurter Vereins der Fortschrittspartei und gehörte später der Fortschrittliche Volkspartei an. Von 1880 bis 1904 war er Stadtverordneter in Frankfurt am Main. Von 1898 bis 1918 war er Mitglied des Nassauischen Kommunallandtags des preußischen Regierungsbezirks Wiesbaden bzw. des Provinziallandtages der preußischen Provinz Hessen-Nassau. Im Landtag war er Mitglied des Finanz-, Rechnungsprüfungs-, Wahlvorschlags-, Beamten- und Eingabenausschusses, bis 1918 Mitglied des Provinzialausschusses.
Er war Mitglied der jüdischen Kultusgemeinde und dort im "Anti-Tauf-Komitee" engagiert, das sich für ein liberales Judentum einsetzte.